# Żyźniewo
Żyźniewo (prononciation : [ʐɨʑˈɲevɔ]) est un village polonais de la gmina de Troszyn dans le powiat d'Ostrołęka de la voïvodie de Mazovie dans le centre-est de la Pologne.
Il se situe à environ 10 km à l'est de Troszyn (siège de la gmina), 21 km à l'est d'Ostrołęka (siège du powiat) et à 111 km au nord-est de Varsovie (capitale de la Pologne).

## Histoire
De 1975 à 1998, le village appartenait administrativement à la voïvodie d'Ostrołęka.